# گاه‌شمار رایانش کوانتومی
گاه‌شمار رایانش کوانتومی خط زمانی رایانش کوانتومی است. هر زمان نشان‌داده‌شده تقریباً یا به‌طور تقریبی با زمان رویداد مطابقت دارد. در برخی موارد، تاریخ مربوط به زمانی است که یک انتشار برای اولین بار در انتشارات دریافت شده یا تاریخ انتشار آن است.

## دهه ۲۰۲۰

### ۲۰۲۴
- ۱۴ فوریه – پژوهشگران دانشگاه نیو ساوت ولز کنترل[۱] مواد مبتنی بر آنتیموان، از جمله آنتیمونیدها، را در رایانش کوانتومی نشان دادند. این مواد امکان ایجاد حالت کوانتومی گربه شرودینگر در ابعاد بالا را فراهم می‌کنند که دارای کیوبیتهایی با مقیاس‌پذیری بهتر و مقاومت بیشتر در برابر خطا هستند. این فناوری از عدد کوانتومی اسپین هسته‌ای ایزوتوپ‌های آنتیموان جاسازی‌شده در نانو الکترونیک سیلیسیم بهره می‌برد.[۲][۳]
- ۸ مه – پژوهشگران با موفقیت حالت‌های کوانتومی کوچک را به‌صورت قطعی با یکدیگر ادغام کردند و حالت‌هایی با حداکثر هشت کیوبیت ایجاد کردند.[۴]
- ۱۰ مه – پژوهشگران گوگل و مرکز تحقیقات پل شرر یک شبیه‌ساز کوانتومی دیجیتال-آنالوگ ترکیبی جدید توسعه دادند که نقاط قوت هر دو تکنیک را با هم ادغام می‌کند. این نوآوری، دقت و انعطاف‌پذیری رایانش کوانتومی را افزایش داده و امکان شبیه‌سازی دقیق‌تر فرآیندهای پیچیده کوانتومی را فراهم کرده است.[۵][الف]
- ۳۰ مه – پژوهشگران شرکت فوتونیک و مایکروسافت یک دروازه CNOT را میان کیوبیت‌هایی که به‌طور فیزیکی ۴۰ متر از هم جدا بودند، از طریق انتقال کوانتومی انجام دادند و درهم‌تنیدگی کوانتومی از راه دور را میان مراکز T تأیید کردند.[۶]
- ۳۰ ژوئن – پژوهشگران دانشگاه آکسفورد دو پردازنده کوانتومی را از طریق یک شبکه فیبر نوری به هم متصل کردند و از این طریق، امکان رایانش کوانتومی توزیع‌شده را فراهم آوردند. این دستاورد، درهم‌تنیدگی کوانتومی میان کیوبیت‌های دور از هم را نشان داد و زمینه‌ساز توسعه رایانه‌های کوانتومی ماژولار مقیاس‌پذیر و اینترنت کوانتومی شد.[۷]
- ۵ اوت – پژوهشگران دانشگاه براون موفق به کشف اکسیتون کسری در گرافین دو لایه در شرایط اثر هال کوانتومی کسری شدند. این کشف، درک از اکسیتون‌ها را گسترش داده و پتانسیل رایانش کوانتومی را تقویت می‌کند.[۸]
- ۲ دسامبر – فیزیکدانان موفق به مشاهده درهم‌تنیدگی کوانتومی درون تک‌تک پروتون‌ها شدند. این یافته نشان داد که درهم‌تنیدگی، که مفهومی کلیدی در رایانش کوانتومی محسوب می‌شود، تا سطح زیراتمی گسترش یافته است. این پدیده، وابستگی پیچیده میان کوارک‌ها و گلوئون‌ها در درون پروتون‌ها را آشکار کرد.[۹]
- ۹ دسامبر – تیم Google Quantum AI از پردازنده کوانتومی جدیدی به نام Willow رونمایی کرد که اولین پردازنده‌ای است که در آن کیوبیت‌های دارای تصحیح خطای کوانتومی، با افزایش اندازه به‌صورت نمایی بهبود می‌یابند. این پردازنده، محاسبات استانداردی را در کمتر از پنج دقیقه انجام داد که برای سریع‌ترین ابررایانه‌های امروزی ۱۰ سپتیلیون سال زمان می‌برد.[۱۰][۱۱]
- ۱۵ دسامبر – پژوهشگران آزمایشگاه ملی اوک ریج با همکاری EPB و دانشگاه تنسی موفق به انتقال سیگنال‌های کوانتومی درهم‌تنیده با پایداری ۱۰۰٪ از طریق یک شبکه فیبر نوری تجاری برای بیش از ۳۰ ساعت شدند. این دستاورد با استفاده از روش جبران قطبش خودکار، از اختلالات ناشی از عوامل محیطی جلوگیری کرد.[۱۲][۱۳][ب]

### ۲۰۲۵
- ۲۰ فوریه  – مایکروسافت اعلام کرد در تلاش خود برای ساخت کامپیوتر کوانتومی، حالت جدیدی از ماده را برای تأمین انرژی کامپیوترهای کوانتومی ایجاد کرده که بر پایه جامد، مایع یا گاز نیست. مایکروسافت در مقاله خود در نشریه علمی نیچر توضیح داد که ماده جدیدی با استفاده از آرسنید ایندیم (نوعی نیمه‌هادی) و بخشی از آلومینیوم (یک ابررسانا در دماهای پایین) ساخته که در دمای ۴۰۰ درجه زیر صفر نوعی رفتار ماورایی از خود نشان می‌دهد. بر اساس اعلام مایکروسافت، این شرکت توانسته است هشت کیوبیت توپولوژیکی را روی یک چیپ قرار دهد و در آینده ممکن است مقیاس آن به یک میلیون کیوبیت برسد.[۱۴]

## یادداشت
1. ↑  Publisher received: 10 May 2024
2. ↑  Scitechdaily (OAK RIDGE NATIONAL LABORATORY) indicates publication date 15 December 2024